# Конуей (окръг, Арканзас)
Окръг Конуей (на английски: Conway County) е окръг в щата Арканзас, Съединени американски щати. Площта му е 1469 km², а населението – 21 273 души (2010). Административен център е град Морилтън.